# 636
636 (DCXXXVI) fue un año bisiesto comenzado en lunes del calendario juliano, en vigor en aquella fecha.

## Acontecimientos
- 30 de junio: V Concilio de Toledo.
- Chintila, es elegido rey de los visigodos.
- Carta del papa Honorio I, contestada por Braulio de Zaragoza.[1]
- Mundo islámico árabe: los musulmanes árabes derrotan en Yarmuk/(Yarmak en otras fuentes), (al sur de la actual Turquía (concretamente en la actual cuádruple frontera entre Siria, Jordania, Cisjordania e Israel)) al ejército cristiano bizantino. Con la posterior capitulación de Damasco (Siria) consiguen dominar todo Oriente Próximo.
- Batalla de al-Qadisiyya (con victoria musulmana árabe) y fin del imperio persa sasánida y fin de la Persia preislámica. Imposición de la religión islámica o musulmana en los actuales Irán, Afganistán y Pakistán.

## Fallecimientos
- 4 de abril: Isidoro de Sevilla.
- Sisenando, rey de los visigodos.